# Vidivarier
Die Vidivarier (lat. Vidivarii) waren ein Mischvolk, das in der Antike an der Weichselmündung lebte.

## Überlieferung
Die Vidivarier werden nur vom gotischen  Geschichtsschreiber Jordanes erwähnt. Sie waren den Ästiern benachbart und wohnten auf den Inseln namens Gepidoios („Gebidenauen“), die vormalen von den Gepiden bewohnt waren.

„Ad litus oceani, ubi tribus faucibus fluenta Vistulae fluminibus ebibuntur, Vidivarii resident ex diversis nationibus aggregati; post quos ripam oceani item Aesti tenent, pacatum hominum genus omnino.“

„An der Küste des Meeres, wo in drei Mündungen der Fluss Weichsel sich in dieses ergießt, siedeln die Vidivarier, die sich aus verschiedenen Völkern zusammensetzen; hinter diesen wohnen ebenfalls am Meer die Ästier, ein sehr friedliebendes Volk.“

„Nunc eam, ut fertur, insulam gens Vidivaria incolit …  Qui Vidivarii ex diversis nationibus ac si in unum asylum collecti sunt et gentem fecisse noscantur.“

„Nun bewohnen, wie gesagt wird, diese Insel die Vidivarier …  Diese Vidivarier haben sich aus verschiedenen Völkern wie an einem Zufluchtsortt dort gesammelt und bildeten so ein eigenes Volk.“

Um 880 besuchte der angelsächsische Händler Wulfstan die am Frischen Haff gelegene Handelsstadt Truso, wobei er Witland erwähnt, das östlich der Weichsel liegt:

„Die Weichsel (Wīsle) ist ein großer Fluss und sie teilt Witland von Weonodland, und Witland gehört den Ästen (Ēstas).“

Schon früh stellte die Forschung zwischen Witland und den Vidivariern einen Zusammenhang her.

## Name und Deutung
Der Name ist eine typische germanische Bildung auf germ. *-warijôz „Bewohner“, wie er in mehreren germanischen Stammesnamen auftritt (Ampsivarier, Angrivarier, Bajuwaren, Chattuarier, Rätovarier). Der erste Teil könnte zu germ. *widu „Wald“ gestellt werden, denkbar ist aber auch, dass im ersten Teil ein nichtgermanisches Element vorliegt. Da die Vidivarier nach Jordanes ein Mischvolk waren, wird angenommen, dass sie sich aus Germanen und Balten bzw. Ästiern bildeten.